# Michael Coletus
Michael Coletus (* 1545; † 14. September 1616 in Danzig, Polnisch-Preußen) war ein lutherischer Prediger und Senior des Geistlichen Ministeriums in Danzig.

## Leben
Michael Coletus stammte aus Löwenberg in Schlesien. 1545 immatrikulierte er sich an der Universität in Wittenberg, wo er (wahrscheinlich) Theologie studierte. Danach wurde er Kantor an der Kirche St. Jacob in Thorn in Preußen. 1567 wurde er Professor für Moral und Latein an der dortigen Marienschule (späteres Gymnasium).
1569 ging Michael Coletus nach Danzig. 1571 wurde er Rektor der Schule an der Kirche St. Barbara und im selben Jahr Konrektor der Marienschule.
1576 wurde Coletus als erster in Danzig nach evangelischer Ordnung zum Prediger ordiniert, an der Marienkirche. 1578 wurde er Professor für Theologie am Gymnasium und Prediger in der Trinitatiskirche. Ab 1585 war er wieder Prediger an der Marienkirche und wurde 1596 Oberpfarrer (pastor primarius) und Senior des geistlichen Ministeriums (erster Pfarrer der Stadt).
Michael Coletus war an den scharfen polemischen Auseinandersetzungen mit reformierten (calvinistischen) Predigern in Danzig beteiligt. Er verfasste mehrere solcher Schriften, besonders gegen Jacob Fabritius, von dem er ebenfalls heftig angegriffen wurde.